# Pardosa septentrionalis
Pardosa septentrionalis là một loài nhện trong họ Lycosidae.
Loài này thuộc chi Pardosa. Pardosa septentrionalis được Johan Peter Westring miêu tả năm 1861.